# Lý thuyết Heckscher – Ohlin

Có hai quốc gia A và B với các yếu tố sản xuất khác nhau. Trước khi có thương mại, Nước A sản xuất tiêu dùng tại điểm còn nước B tại. Đây là hai điểm cùng nằm trên đường bàng quan cao nhất mà hai quốc gia đạt được và là tiếp điểm giữa đường bàng quan này và đường giới hạn khả năng sản xuất của hai nước. Độ dốc của đường tiếp tuyến chung đi qua hai điểm chỉ qua mức giá tương đối giữa G_{1} và G_{2} trong điều kiện tự cung tự cấp. Rõ ràng, tiếp tuyến đi qua có độ dốc nhỏ hơn của tiếp tuyến đi qua nên G_{1} ở nước A rẻ hơn một cách tương đối so với nước B. Do đó nước B có lợi thế so sánh về sản phẩm G_{1} và ngược lại.
Khi tự do thương mại diễn ra, giá G_{1} ở nước A sẽ tăng lên và giảm xuống ở nước B, ngược lại giá G_{2} ở nước B sẽ tăng lên và giảm xuống ở nước A. Quá trình chuyên môn hóa sản xuất và trao đổi được tiếp tục cho đến khi nước B đạt đến điểm sản xuất mới là còn nước A tới, tại đó mức giá tương đối giữa G_{1} và G_{2} ở hai nước là cân bằng.

Lý thuyết Heckscher – Ohlin là một trong bốn lý thuyết quan trọng của mô hình Heckscher – Ohlin, được phát triển bởi nhà kinh tế Thụy Điển Eli Heckscher và Bertil Ohlin (học trò của ông). Trong trường hợp hai yếu tố sản xuất (vốn và lao động), lý thuyết nêu rõ: "Một quốc gia nhiều vốn sẽ xuất khẩu hàng hóa thâm dụng vốn, trong khi quốc gia dồi dào lao động sẽ xuất khẩu hàng hóa thâm dụng lao động."
Giả định quan trọng của mô hình Heckscher – Ohlin là hai quốc gia giống hệt nhau, ngoại trừ sự khác biệt về nguồn tài nguyên. Sự dồi dào tương đối về vốn sẽ làm cho quốc gia có nhiều vốn sản xuất ra hàng hóa thâm dụng vốn rẻ hơn so với quốc gia có nhiều lao động và ngược lại.
Ban đầu, khi các quốc gia không giao dịch:
- Giá của hàng hóa thâm dụng vốn ở nước có nhiều vốn sẽ được đặt giá thấp hơn so với giá hàng hóa ở nước kia,
- Giá của hàng hóa thâm dụng lao động ở quốc gia có nhiều lao động sẽ được đặt giá thấp hơn so với giá của hàng hóa ở quốc gia kia.

Một khi thương mại được cho phép, các công ty tìm kiếm lợi nhuận sẽ chuyển sản phẩm của họ sang các thị trường có giá cao hơn (tạm thời). Kết quả là:
- Quốc gia có nhiều vốn sẽ xuất khẩu hàng hóa thâm dụng vốn,
- Nước có nhiều lao động sẽ xuất khẩu hàng hóa cần nhiều lao động.

Nghịch lý Leontief, do Wassily Leontief trình bày năm 1951, chỉ ra rằng Hoa Kỳ (quốc gia có nhiều vốn nhất trên thế giới theo bất kỳ tiêu chí nào) đã xuất khẩu các mặt hàng thâm dụng lao động và nhập khẩu các mặt hàng thâm dụng vốn, mâu thuẫn rõ ràng với lý thuyết Heckscher –Ohlin. Tuy nhiên, nếu tách lao động thành hai yếu tố riêng biệt, lao động có kỹ năng và lao động không có kỹ năng thì lý thuyết Heckscher – Ohlin chính xác hơn. Hoa Kỳ có xu hướng xuất khẩu hàng hóa sử dụng nhiều lao động có kỹ năng và có xu hướng nhập khẩu hàng hóa thâm dụng lao động phổ thông.

## Sách
- Appleyard, Field, & Cobb. (2006).  International Economics (5th ed.). McGraw–Hill Irwin.  ISBN 0-07-287737-5.
- Case, Karl E. & Fair, Ray C. (1999). Principles of Economics (5th ed.). Prentice-Hall. ISBN 0-13-961905-4.